# Tero Saarinen
Pour les articles homonymes, voir Saarinen.
Tero Saarinen, né le 7 septembre 1964 à Pori, est un danseur et chorégraphe finlandais de danse contemporaine. Il est le directeur artistique de la compagnie Tero Saarinen qui se produit à l'international.
Tero Saarinen commence sa carrière en 1985, au sein du Ballet national de Finlande après avoir étudié au sein de son école de danse de 1982 à 1986. Sa carrière internationale en tant que danseur solo connait un tournant décisif lorsqu’il est récompensé par le premier prix du Concours international de danse de Paris en 1988. Tero Saarinen quitte le Ballet national de Finlande en 1992 pour trouver de nouvelles influences en Europe de l’Ouest et au Japon où il étudie la danse traditionnelle japonaise et le butô de 1992 à 1993. Son style intégrera dès lors ces influences en y ajoutant celles des arts martiaux et du ballet classique,.
En 1996, il fonde son propre groupe, la Compagnie Tero Saarinen afin de créer ses œuvres. Certaines de celles-ci entrent au répertoire de ballets internationaux comme le Nederlands Dans Theater, la Batsheva Dance Company, le ballet Gulbenkian, le ballet national de Finlande, le ballet national de Marseille, le ballet de Lorraine, le ballet de l'Opéra de Lyon, ou le ballet de l’opéra de Göteborg.

## Biographie

### Enfance et formation
Tero Kalevi Saarinen a pratiqué dans son enfance le hockey sur glace, le football, le ski de fond et la gymnastique,. Au lycée, intéressé par les arts plastiques, il s'inscrit à seize ans à des cours de danse jazz à l'école de danse de Pori, encouragé par son père. Sous l'influence de son professeur de danse, Liisa Nojonen, Tero Saarinen prépare l’examen d’entrée de l’école du Ballet national de Finlande qu'il intègre en 1982, à l’âge de 17 ans.

### Débuts de carrière en Finlande
Tero Saarinen étudie à l'école du ballet de l’Opéra national de Finlande de 1982 à 1986. En 1985, il intègre la troupe comme danseur, se voit confier rapidement des rôles de soliste et sera, avec Tommi Kitti, remarqué par le public,.
En 1988, Tero Saarinen remporte le premier prix du Concours international de danse de Paris dans la catégorie « danse contemporaine » en interprétant la chorégraphie de Jorma Uotinen intitulée B12. Grâce à cette distinction, sa carrière prend véritablement son envol en Finlande et au niveau international.
Tero Saarinen commence alors à créer ses propres chorégraphies, des solos, et à recevoir des invitations pour participer à des productions en dehors du ballet national. Il visite ainsi en tant que soliste le groupe de danse du Théâtre de la Ville d’Helsinki entre 1989 et 1991. Sa première création chorégraphique, Ondekoza (1989), est un solo d’inspiration japonaise. Elle est suivie par un autre solo, Kehtolaulu (1990), qui aborde des sujets personnels comme le poids de la responsabilité ou la douleur liée au développement personnel. Il crée sa première œuvre pour un groupe en 1991, avec la chorégraphie More Milk, un travail réalisé pour son ancien professeur Liisa Nojonen et son groupe de danse.

### Débuts de la carrière internationale
À la suite de son succès au Concours international de danse de Paris, Tero Saarinen se produit à travers le monde en tant que danseur soliste. En plus de la pièce B12 de Jorma Uotinen, Tero Saarinen interprète Déjà vu, un solo de Murray Louis, que seul le chorégraphe lui-même et Rudolf Noureev avaient alors interprété.
Après ces succès, Tero Saarinen éprouve des difficultés croissantes à se limiter aux rôles masculins du ballet classique. Après sa pièce Takana (1992), il décide de démissionner en 1993 du ballet national en 1993.
Durant une période de recherches personnelles, il se rend au Népal pour deux mois où il voyage et étudie la danse népalaise à l’Institut Kala-Madapa de Katmandou sous la direction de Rajendra Shestra. Durant l’automne 1992, son intérêt pour l'expressionnisme minimaliste des arts japonais le conduit à Tokyo au Japon où il étudie des types de danse variés. Ainsi il suit des cours de théâtre traditionnel japonais, le kabuki, à l'école Fujima de Tokyo où il se spécialise dans la technique « onnagata » des rôles féminins avec le soutien de Yoko Fujima. Il étudie aussi le butô sous la direction de Kazuo Ōno, et s'intéresse aux arts martiaux dont l'aïkido.

### Les années en indépendant
En 1993, après son retour d’Asie en Finlande, Tero Saarinen commence une carrière d’artiste indépendant. Il se produit alors avec des groupes de danse en Allemagne, en Italie et aux États-Unis (entre autres avec le groupe de Daniel Erzalow) et avec Ismael Ivo et Mara Borba dans le spectacle Francis Bacon dirigé par Johann Kresnik. Il se produit également en tant que danseur indépendant dans les défilés de mode du créateur Issey Miyake à Paris de 1993 à 1995,. Tero Saarinen est invité en tant que soliste dans la production Aida du Teatro comunale de Florence dirigé par Zubin Mehta qui tourne ensuite en Italie et au Japon.
Il crée durant cette période des chorégraphies pour plusieurs groupes de danse. Sa première chorégraphie après son retour d’Asie, Vajonneet, est dansée pour la première fois à l’Opéra national de Finlande en mai 1993. En 1994, en réponse à une commande du festival de danse de Kuopio, Tero Saarinen réalise Wanha, une pièce pour Kenneth Kvarnstrôm et lui-même. Cette œuvre marque pour Tero Saarinen le début de sa carrière en tant que chorégraphe internationalement reconnu. C’est après l’avoir vu que le directeur de la Batsheva Dance Company, Ohad Naharin, lui commande une œuvre pour son groupe basé en Israël, Flock (1994).

### Compagnie Tero Saarinen

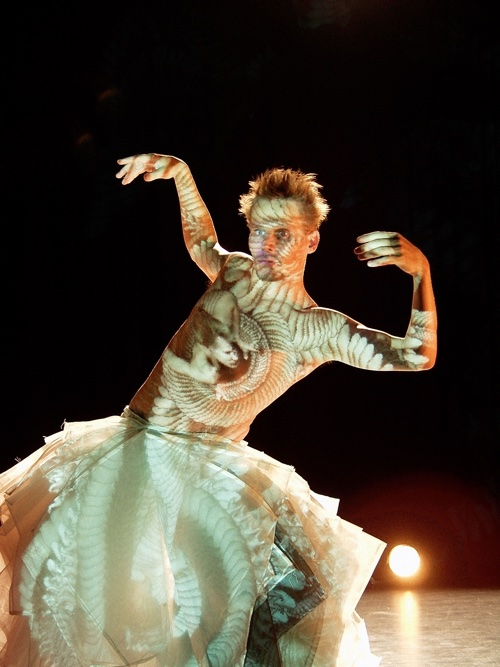
Tero Saarinen dansant Hunt en 2016.

Tero Saarinen crée à l'automne 1995 sa compagnie qu’il nomme alors « Tero Saarinen & Company Toothpick ». Elle regroupe alors Henrikki Heikkilä du Ballet national de Finlande, Yuval Pick de la Batsheva Dance Company et le créateur lumière Mikki Kunttu. La compagnie reçoit le nom de « Toothpick » en référence à l’usine d’allumettes de la ville de Pori où Tero Saarinen est né.
La première création de la compagnie, Westward Ho!, est interprétée le 18 février 1996 au Dansens Hus de Stockholm puis à Londres permettant la reconnaissance internationale de Tero Saarinen en tant que chorégraphe. En 2000, la compagnie s'installe en résidence au Théâtre Aleksander d'Helsinki, puis le groupe est renommé en 2002 en « Tero Saarinen Company » et reçoit alors, depuis 2004, des soutiens à la fois de l’Etat et de la ville d’Helsinki
La compagnie Tero Saarinen est actuellement considérée comme un des acteurs principaux de l’exportation de la culture finlandaise qui s'est produite dans quarante pays et qui inclut, depuis sa création, un programme international d’enseignement. Certaines des œuvres de Tero Saarinen sont inscrites au répertoire de ballets internationaux.
En parallèle à ses activités de chorégraphe, Tero Saarinen a continué une carrière internationale en tant que soliste. Parmi ses spectacles les plus reconnus, Hunt, un solo de ses solos réalisé en collaboration avec l'artiste multimédia Marita Liula, est l'un des plus joués dans le monde. Sa carrière en tant que soliste a connu un autre sommet lorsque Carolyn Carlson a décidé de lui transmettre en 2007 sa célèbre pièce Blue Lady (réintitulée Blue Lady – Revisited) dont il donne la première lors de la Biennale de la danse de Lyon en 2008. En 2010, il reprend également le solo Man in a Room de Carolyn Carlson inspiré de la vie de Mark Rothko.

## Style chorégraphique
L'un des traits du langage chorégraphique de Tero Saarinen est l'aspect de l'interprétation poétique de la réalité dans un style qui oscille entre beauté et grotesque,. Techniquement, il se fonde sur des mouvements inspirés de toutes ses sources d’influences du ballet classique et des arts extrême-orientaux,, dont l'expressivité des mains et des yeux, importante dans les traditions asiatiques de la danse.
Par ailleurs, Tero Saarinen souhaite créer des œuvres d'art totales : au-delà de la chorégraphie et de l’interprétation, la musique et l’esthétique visuelle sont des éléments importants de ses œuvres. La créatrice de costume Erika Turunen et le créateur lumière Mikki Kunttu comptent parmi ses plus importants collaborateurs. Les partitions ont été interprétées par The Boston Camerata, l'Ensemble intercontemporain, le duo d’accordéonistes James Crabb et Geir Draugsvoll, l’orchestre de chambre Avanti!, le compositeur-interprète Jarmo Saari et l'accordéoniste finlandais Kimmo Pohjonen.
Tero Saarinen a également élaboré une technique d’enseignement de son langage corporel qui se concentre sur l’éveil sensorial des pieds, notamment dans la maitrise du poids du corps et son utilisation

## Chorégraphies
| Œuvre                               | Première                                                                                            |
| ----------------------------------- | --------------------------------------------------------------------------------------------------- |
| Ondekoza                            | Automne 1989, Gala Mies tanssii, Théâtre Savoy, Helsinki, Finlande                                  |
| Kehtolaulu                          | Novembre 1990, Festival Moving in November, Théâtre Stoa, Helsinki, Finlande                        |
| More Milk                           | 1991, Pori Théâtre, Pori, Finlande                                                                  |
| Takana                              | 9 septembre 1992, Théâtre Savoy, Helsinki, Finland                                                  |
| Vajonneet                           | 6 mai 1993, Opéra national de Finlande, Helsinki, Finland                                           |
| Hurmaa 1                            | 3 septembre 1993, Tullikamarin Pakkahuone, Tampere, Finlande                                        |
| Lifewheel                           | 28 mai 1994, Pori théâtre, Pori, Finlande                                                           |
| Wanha                               | 13 juin 1994, Festival de danse de Kuopio, Kuopio, Finland                                          |
| Flock                               | 22 décembre 1994, Susan Dellal Center, Tel-Aviv, Israël                                             |
| Lelulaatikko                        | 3 mars 1995, Tampere-talo, Tampere, Finlande                                                        |
| Sirkus Bohemia                      | 1995, Festival de danse de Kuopio, Kuopio, Finlande                                                 |
| Big Flock                           | 13 janvier 1996, Académie de théâtre de Finlande, Helsinki, Finland                                 |
| Westward Ho!                        | 18 février 1996, Dansens Hus, Stockholm, Suède                                                      |
| Daydreampeople                      | 18 mars 1996, Ballet national de Finlande, Helsinki, Finlande                                       |
| Kohta                               | 18 janvier 1997, Théâtre de la Ville, Helsinki, Finlande                                            |
| Overdosed Mood                      | 30 juin 1997, Festival de danse de Kuopio, Kuopio, Finland                                          |
| Un/Do                               | 14 mai 1998, Susan Dellal Center, Tel-Aviv, Israel                                                  |
| Gaspard                             | 12 décembre 1999, Lyon Opéra Ballet, Lyon, France                                                   |
| Could you take some of my weight..? | 28 mai 1999, Théâtre de Saint-Quentin-en-Yvelines, France                                           |
| Pulcinella                          | 27 octobre 1999, Théâtre de la Ville, Helsinki, Finlande                                            |
| Wavelengths                         | 28 janvier 2000, Opéra national de Finlande, Helsinki, Finlande                                     |
| Sini                                | 17 avril 2001, Opéra de Lyon, Lyon, France                                                          |
| Kaze                                | 22 juin 2001, Biennale de Venise, Venise, Italie                                                    |
| Petrushka                           | 3 juin 2001, Queen Elizabeth Hall, Londres, Grande-Bretagne                                         |
| Even more milk                      | 2002, Pori Théâtre, Pori, Finlande                                                                  |
| Transfigured Night                  | 2 mars 2002, Opéra de Göteborg, Göteborg, Suède                                                     |
| Hunt                                | 2 juin 2002, Biennale de Venise, Venise, Italie                                                     |
| Georgia                             | 21 mars 2003, Opéra national de Finlande, Helsinki, Finlande                                        |
| The Captain                         | 22 mai 2004, La Criée, Théâtre national de Marseille, Marseille, France                             |
| Borrowed Light                      | 8 octobre 2004, Festival octobre en Normandie, Le Havre, France                                     |
| Huukit                              | 18 janvier 2006, Académie de théâtre de Finlande, Helsinki, Finland                                 |
| Frail Line                          | 9 mars 2006, Lucent Danstheater, Haag, Pays-Bas                                                     |
| Mariage                             | 14 décembre 2007, Opéra national de Lorraine, Nancy, France                                         |
| Next of Kin                         | 9 mai 2008, Théâtre national d'art dramatique de Lituanie, Vilnius, Lituanie                        |
| Scheme of Things                    | 5 février 2009, Lucent Danstheter, Haag, Pays-Bas                                                   |
| Double Lives                        | 12 février 2010, Théâtre d'État d'Oldenbourg, Oldenbourg, Allemagne                                 |
| Vox Balaenae                        | 5 novembre 2011, Automne en Normandie, Le Rive Gauche, Saint-Étienne-du-Rouvray, France             |
| Absent Presence                     | 23 novembre 2011, Théâtre Aleksander, Helsinki, Finlande                                            |
| Mesh                                | 2 février 2014, Saitama Arts Theater, Tokyo, Japon                                                  |
| Vortex (Haeori)                     | 16 avril 2014, Théâtre national de Corée, Séoul, Corée du Sud                                       |
| Morphed                             | 16 août 2014, Opéra national de Finlande, Helsinki, Finlande                                        |
| Kullervo                            | 13 février 2015, Opéra national de Finlande, Helsinki, Finlande                                     |
| Trail                               | 12 décembre 2015, Théâtre national du Kenya, Nairobi, Kenya                                         |
| Loopit                              | 4 février 2017, Théâtre Hällä, Tampere, Finlande                                                    |
| Zimmermann Trio                     | 19 janvier 2018, Walt Disney Concert Hall, Los Angeles, États-Unis                                  |
| Breath                              | 12 avril 2018, Grand Théâtre de Québec, Québec, Canada                                              |
| Third Practice                      | 29 mai 2019 au Teatro Amilcare Ponchielli, Rassegna di Danza & Festival Monteverdi, Crémone, Italie |

## Prix et distinctions
- 1988 : Premier prix de danse classique au Concours international de danse de Paris
- 1993 : Prix Phillip Morris Ballet Flower[4]
- 2001 : Prix Finlande
- 2002 : Prix culturel de la ville d’Helsinki
- 2004 : Chevalier de l'Ordre des arts et des lettres[36]
- 2004 : International Movimientos Dance Prize du « meilleur interprète masculin » (Allemagne)
- 2005 : Médaille Pro Finlandia
- 2008 : prix pour l'ensemble de sa carrière de la Fondation culturelle finlandaise